# شركة شلالات نياجرا للطاقة الهيدروليكية والتصنيع
شركة شلالات نياجرا للطاقة الهيدروليكية والتصنيع هي شركة أمريكية مقرها في شلالات نياجرا ، نيويورك وكانت أول شركة تولد الطاقة الكهرومائية من شلالات نياجرا في عام 1882. قامت الشركة ببناء جهود العديد من الشركات السابقة لبناء قناة تستخدم لطاقة الطاحونة الهيدروليكية. في عام 1918 ، اندمجت الشركة مع شركة شركة شلالات نياجرا للطاقة ، والتي أصبحت فيما بعد نياجرا موهوك وفي عام 2002 استحوذت عليها الشبكة الوطنية بي إل سي.